# Димитър Ангелов – Габерот
Вижте пояснителната страница за други личности с името Димитър Ангелов.
Димитър Ташов Ангелов още Димката Габерот е югославски партизанин и деец на комунистическата съпротива във Вардарска Македония.

## Биография
Роден е на 14 октомври 1916 година в кавадарското село Ваташа. Учи в Белград, Зайчар и Неготин в педагогическо училище. През 1940 година става член на Местния комитет на ЮКП за Кавадарци. Лежи известно време в затвор във Велес. По време на Втората световна война учителства в Дъбнище и Радня, а през 1942 година излиза в нелегалност. Става през 1943 година политически комисар на Тиквешкия народоосвободителен партизански отряд „Добри Даскалов“ и на Трета оперативна зона на НОВ и ПОМ. Убит е на 10 юни 1943 година от български военни части и полиция при преминаване на Църна река в местността Клинска леса.